# Dauphin tacheté pantropical
Stenella attenuata
Espèce
Répartition géographique
Statut de conservation UICN

 LC  : Préoccupation mineure
Statut CITES
Le Dauphin tacheté pantropical (Stenella attenuata) est une espèce de mammifères odontocètes de la famille des Delphinidés (cette famille inclut les dauphins et les orques).
Ne pas confondre avec le dauphin tacheté de l'Atlantique (Stenella frontalis).

## Description et répartition
Le dauphin tacheté pantropical (Stenella attenuata) mesure entre 160 et 260 cm et pèse jusqu'à 120 kg. 
Ce dauphin, dont la population est estimée à plus de 3 millions d'individus, est avec le dauphin bleu et blanc l'un des cétacés les plus communs. Il recherche généralement les eaux d'une température dépassant 22 °C et peut plonger jusqu'à 200 m de profondeur.
Il a le corps mince et fuselé, un bec fin et 40 paires de dents à chaque mâchoire. Une cape gris foncé de forme ovale semble partir de son front et couvrir son corps jusque derrière la nageoire dorsale. Il a les flancs d'un gris plus clair et le ventre pâle. Il a des taches augmentant avec l'âge, et différentes selon les habitats. Les lèvres sont parfois blanches chez les adultes.
Il peut vivre jusqu'à 46 ans.
On le trouve dans les eaux tropicales et tempérées du monde entier.

## Mode de vie

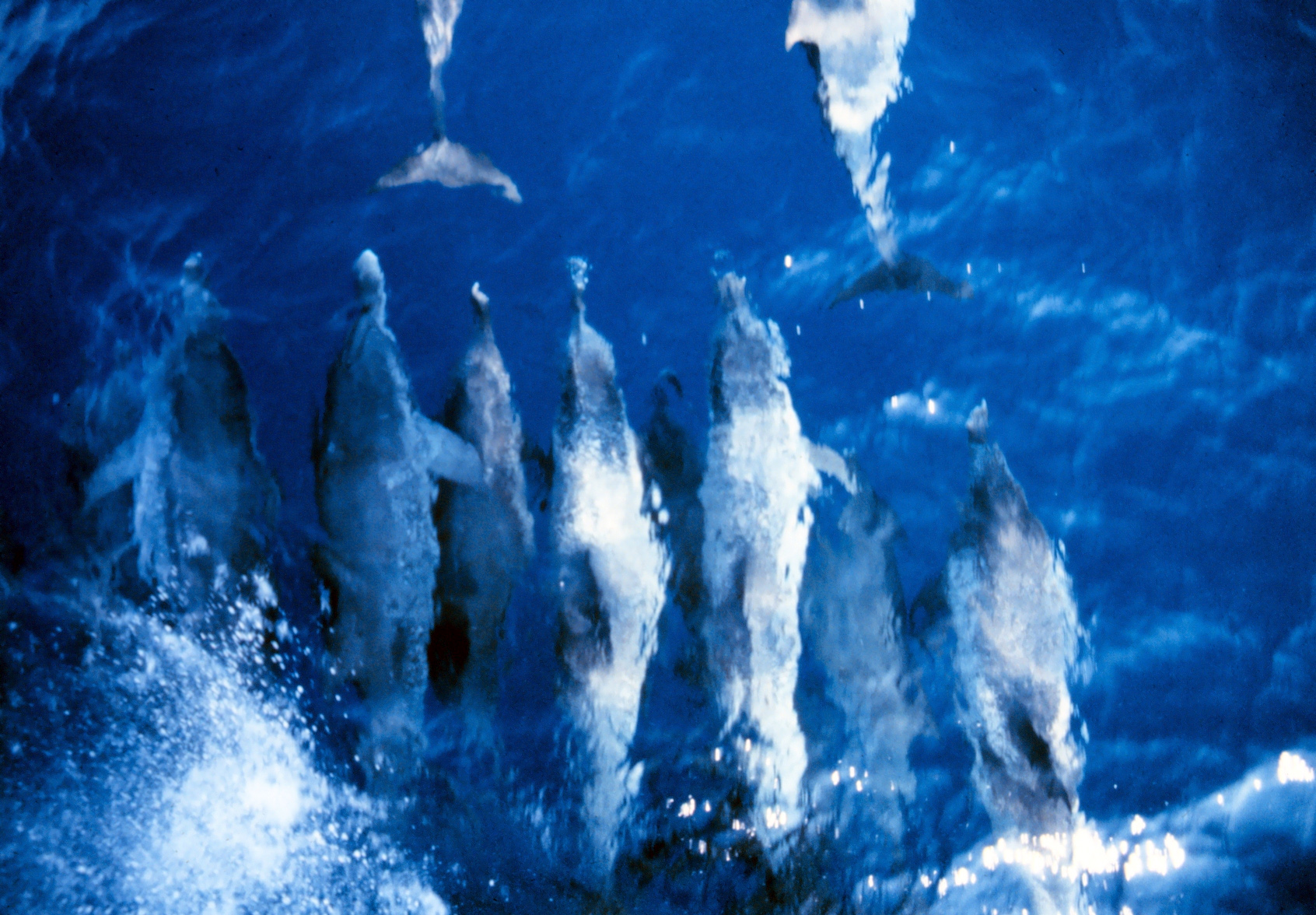

Le dauphin tacheté pantropical vit en petits groupes de 10 à 20 individus.
Il forme aussi de vastes bancs de plusieurs milliers de dauphins réunissant des groupes composés de diverses catégories d'individus, mères avec leurs petits, jeunes, etc., auxquels s'associent d'autres cétacés, surtout au dauphin à long bec, et au thon. Il se nourrit surtout de proies nageant près de la surface, maquereaux, poissons volants et calmars, par exemple.
Il est mature sexuellement à 12 ans pour les mâles, à 9 ans pour les femelles.  La gestation dure 11 mois, l'allaitement strict de 3 à 6 mois et le sevrage de 1 à 2 ans.

## Menaces
Le dauphin tacheté pantropical a été sérieusement menacé durant les années 60 et 70 par les captures massives et industrielles des thoniers senneurs : la population avait rapidement chuté de 25 %.
Ce n'est plus le cas aujourd'hui mais ils sont encore tués dans l'ouest du Pacifique pour la consommation locale et pour servir d'appâts.

## Sous-espèces
Il y a 3 sous-espèces reconnues[Par qui ?] :
- Stenella attenuata A : la forme du Pacifique central.
- Stenella attenuata B : la forme qui se trouve autour de Hawaï.
- Stenella attenuata graffmani : la forme côtière du Mexique au Pérou.